# Chương Thuận Vương hậu
Chương Thuận Vương hậu (chữ Hán: 章順王后; Hangul: 장순왕후; 22 tháng 2, 1445 - 5 tháng 1, 1461), là nguyên phi của Triều Tiên Duệ Tông của nhà Triều Tiên.

## Tiểu sử
Bà quê ở Thanh Châu, sinh ngày 16 tháng 1 (tức ngày 22 tháng 2 dương lịch), năm Thế Tông thứ 27 (1445), là con của Hàn Minh Quái và Hoàng Li phủ phu nhân Ly Hưng Mẫn thị (骊兴闵氏) đầy quyền thế. Em gái bà là Cung Huệ vương hậu.
Năm Thế Tổ thứ 6 (1460) được phong thành Vương thế tử tần. Năm Thế Tổ thứ 7 (1461) bà sinh hạ Nhân Thành Đại Quân Lý Phân Hậu. Mùng 5 tháng 12 (tức ngày 5 tháng 1) cùng năm, Thế tử tần Hàn thị tạ thế khi chỉ vừa 15 tuổi, được truy phong thành Chương Thuận tần (章順嬪).
Năm Thành Tông thứ 3 (1471), bà được truy tôn thành Huy Nhân Chiêu Đức Chương Thuận vương hậu (徽仁昭德章順王后).

## Hậu duệ
- Vương tử:

1. Nhân Thành Đại quân (仁城大君, 1461 - 1463), mất sớm.

## Gia tộc
- Tằng tổ: Hàn Thượng Chất (韓尙質)
  - Tổ phụ: Hàn Khởi (韓起)
    - Phụ: Hàn Minh Quái (韓明澮) (1415－1487)
    - Mẫu: Ly Hưng Mẫn thị (驪興閔氏)
      - Chị: Hàn thị (韓氏) (gả cho Thân Thụ 申澍), Hàn thị (韓氏) (gả cho Doãn Bàn 尹磻)
      - Em trai: Hàn Bảo (韓堡) (1447－1522)
        - Cháu trai: Hàn Cảnh Kỳ (韓景琦), Hàn Cảnh Tông (韓景琮), Thanh Ninh Úy Hàn Cảnh Sâm (韓景琛) (1482－1504)

      - Em gái: Cung Huệ vương hậu.
- Ngoại tằng tổ: Mẫn Trung Lập (閔中立)
  - Ngoại tổ: Mẫn Đại Sinh (閔大生) (1372－1467)